# André Fierens
André Fierens (Antwerpen, 8 februari 1898 – ?, 12 januari 1972) was een Belgisch voetballer die speelde als middenvelder. Hij voetbalde in Eerste klasse bij Beerschot VAC en speelde 24 interlands met het Belgisch voetbalelftal waarmee hij in 1920 olympisch kampioen werd.

## Loopbaan
Fierens debuteerde als middenvelder bij de hervatting van de competitie van Eerste klasse in 1919 in het eerste elftal van Beerschot VAC. Hij verwierf er onmiddellijk een basisplaats en werd met de ploeg viermaal landskampioen (1922, 1924, 1925 en 1926). Na zijn laatste kampioenstitel zette Fierens een punt achter zijn spelersloopbaan op het hoogste niveau. In totaal speelde hij 147 wedstrijden in Eerste klasse en scoorde hierin 15 doelpunten.

Tussen 1920 en 1925 speelde Fierens 24 wedstrijden met het Belgisch voetbalelftal. Hij nam samen met zijn ploegmaat Rik Larnoe deel aan de Olympische Zomerspelen 1920 in zijn geboortestad Antwerpen, speelde er alle drie de wedstrijden en werd met de ploeg olympisch kampioen. Fierens nam eveneens deel aan de Olympische Zomerspelen 1924 in Parijs waar hij één wedstrijd speelde.
Na zijn spelersloopbaan werd Fierens trainer van onder meer Boom FC en Eendracht Aalst. Deze laatste ploeg promoveerde onder zijn leiding naar Tweede klasse.